# Özdemiroğlu Osman Pasza
Özdemiroğlu Osman Paşa (ur. 1527 w Kairze, zm. 1585 w Acısu, Azerbejdżan) – polityk, wielki wezyr Imperium Osmańskiego. Pochodził z czerkieskiej rodziny mameluków. Był synem Çerkeza Özdemira Paszy, zdobywcy Habeşistanu (dzisiejsza Etiopia) i Jemenu, oraz córki ostatniego kalifa Abbasydów w Kairze. W młodości krążyły pogłoski, że nie mógł mówić aż do szóstego roku życia, a później mówił bardzo mało, mimo że mógł.

## Wczesne życie
Özdemiroğlu Osman Paşa uczęszczał do Enderun Mektebi (Szkoły Pałacowej). W wieku czternastu lat został przywódcą Egiptu jako Kulluk Ağası (niewolnictwo Aga Egiptu), a po sukcesie tam, w wieku dziewiętnastu lat awansował na Mirlivę (pułkownika). Po śmierci ojca w 1561 roku został Beylerbeyi (gubernatorem prowincji) Habeşistanu w randze wezyra. Pozostał tam przez siedem lat, a po zwolnieniu z obowiązków powrócił do Kairu w 1567 roku.

## Kariera wojskowa i administracyjna
Po powrocie został mianowany gubernatorem Sana po utracie kontroli nad Jemenem przez Osmanów, z wyjątkiem okolic Zebitu. Wkrótce potem objął stanowisko gubernatora Jemenu, gdzie był odpowiedzialny za stłumienie powstania i okazał się tam bardzo przydatny razem z Kocą Sinanem Paszą.
Osman Paşa pełnił funkcję bejlerbeja Jemenu, Habeş i Diyarbekir. Wziął udział w wojnach osmańsko-perskich pod dowództwem Lali Mustafy Paszy i został Beylerbeyi Szyrwanu. Z pomocą krymskiego chana Mehmeta Giraya podbił cały północny Azerbejdżan aż do Karabachu, Muganu i Kızılağaç.
Po powrocie do Stambułu został mianowany sanjakiem (gubernatorem dystryktu) w Anatolii, a następnie gubernatorem Niğde. W 1573 roku został bejlerbejem Diyarbekir. Po czterech latach wstąpił do armii dowodzonej przez Serdara Ekrem (wielki wezyr) Lala Mustafa Paszę. Dzięki doskonałości swoich oddziałów i męstwu w bitwie pod Çıldır został Beylerbeyi Szyrwanu, podbitym w 1578 roku. 9 września 1578 roku pokonał armię perską w bitwie pod Koyun Geçidi.

## Późniejsze lata
Osman Paşa spędził pięć lat na Kaukazie, walcząc z Persami. Wzmocnił rządy osmańskie w Szyrwaniu, północnym Azerbejdżanie, Dagistanie i Gruzji. 8 maja 1583 roku rozbił armię perską liczącą siedemdziesiąt tysięcy żołnierzy w trzydniowej bitwie Pochodni. Po tym zwycięstwie łatwiej było podbić południowe odcinki rzeki Kura. W tym samym czasie zdetronizował chana krymskiego Mehmeta Giraya i intronizował nowego chana, İslâma Giraya.

## Wielki Wezyr
Po powrocie do Stambułu został mianowany drugim wezyrem, a 28 lipca 1584 roku został mianowany wielkim wezyrem. We wrześniu 1584 roku wyruszył na kampanię przeciwko Krymowi. Zimę spędził w Kastamonu, a w kwietniu 1585 roku udał się do Erzurum, gdzie przygotował się do wyprawy na Tabriz. Po zdobyciu Tabrizu zachorował i zmarł 27 października 1585 roku. Został pochowany zgodnie ze swoją wolą w Diyarbekir.

## Dziedzictwo
Özdemiroğlu Osman Paşa spędził ponad czterdzieści lat swojego życia na służbie Imperium Osmańskiemu. Był znany jako dobry dowódca i wyjątkowy administrator. Jego główne cechy charakteru obejmowały niezłomną wiarę, silną wolę, męstwo w dowodzeniu oraz umiejętność radzenia sobie w trudnych sytuacjach. Utrzymywał władzę osmańską w Habeşistanie i walczył przeciwko Persom z oddaniem i wiarą w świętość służenia Imperium.